# Налоговая система Брунея
Налоговая система Брунея — система налогов и сборов, установленных в Госуда́рстве Бруне́й-Даруссала́м, а также совокупность принципов, форм и методов их взимания. Налоговая система Брунея базируется на Акте о налоге с дохода 1949 года. В Брунее отсутствуют налог с доходов физических лиц, экспортный налог, налог с продаж, налог на фонд заработной платы, налог с производства. Бруней имеет наименьшее количество налогов во всём регионе.

## Корпоративный налог на прибыль
Данным налогом облагаются:
- Доходы и прибыли от торговли, бизнеса и профессии
- Дивиденды, полученные от компаний, ранее не облагаемых налогом в Брунее
- Проценты и скидки; аренда, роялти, премии и иные прибыли от собственности

Правительство Брунея постепенно снижает налог в течение последних лет, в 2010 году он составляет 23,5 % (ранее — 25,5 %).

## Налоговые вычеты
- Процент на заёмные средства
- Рента на землю и здание, используемые в торговле или бизнесе
- Стоимость ремонта помещения, завода или оборудования
- Плохие долги и особые сомнительные долги, впоследствии считающиеся доходом, если они принесут прибыль
- Вклады служащего в пенсионные или сберегательные фонды